# A Small Town in Germany
A Small Town in Germany  (Brasil: Uma Pequena Cidade na Alemanha / Portugal: Algures na Alemanha) é um romance de suspense e espionagem de John le Carré. Passa-se em Bona, a "pequena cidade" do título, num contexto de preocupação com o retornar de ex-nazistas a cargos de poder na Alemanha Ocidental.

## Enredo
Por toda a Alemanha se sente um clima de agitação: motins de estudantes, comícios neonazis. Turner, um agente secreto inglês, desloca-se a Bona para, numa corrida contra o tempo, encontrar um funcionário da embaixada britânica que desapareceu levando consigo alguns dossiers secretos. E, de súbito, tudo explode num pesadelo de violência e morte...

## Ligações Externas
- David Harewood reads from A Small Town in Germany by John le Carré